# Rhynchocyon chrysopygus
Il toporagno elefante dal dorso dorato  (Rhynchocyon chrysopygus - Günther, 1881) è un mammifero della famiglia dei Macroscelididae.

## Descrizione
Ha dimensioni simili a quelle di un piccolo coniglio (circa 28 cm di lunghezza, esclusa la coda, e un peso di circa 500 g) ed è ricoperto da una pelliccia marrone scuro, ad eccezione della parte posteriore, dove assume riflessi dorati. Si distingue per il muso appuntito.

## Biologia
È una specie monogama, con abitudini prevalentemente diurne e terricole. Trascorre la notte in tane scavate estemporaneamente e ricoperte di foglie secche.
Si nutre di piccoli invertebrati con una predilezione per vermi, millepiedi, scarafaggi e termiti che scovano frugando il suolo con il loro lungo naso e scavando buche con le zampe.
Le femmine, dopo una gestazione di circa 40 giorni danno alla luce un solo piccolo, che trascorre le prime due settimane di vita nascosto nella tana. Trascorso questo periodo divengono in breve tempo indipendenti anche se generalmente rimangono nel territorio dei genitori per altre 5-20 settimane.
L'aspettativa di vita è di 4-5 anni.
Tra i predatori del Rhynchocyon chrysopygus uccelli rapaci del genere Circus e alcune specie di serpenti quali  Dendroaspis polylepis e  Naja melanoleuca.
La specie ha un rapporto di commensalismo con il tordo pettirosso del Natal (Cossypha natalensis) che segue il R.  chrysopygus nutrendosi dei piccoli invertebrati che questi riporta alla luce.

## Distribuzione e habitat
Questa specie è endemica del Kenya. È distribuita in una serie di piccoli e frammentati appezzamenti di foresta tra Mombasa e il confine con la Somalia.

## Status e conservazione
La Zoological Society of London, in base a criteri di unicità evolutiva e di esiguità della popolazione, considera Rhynchocyon chrysopygus una delle 100 specie di mammiferi a maggiore rischio di estinzione.
Gran parte del suo areale ricade nel territorio del Parco nazionale di Arabuko Sokoke (Kenya).